# 3878 Jyoumon
3878 Jyoumon (1982 VR4) là một tiểu hành tinh vành đai chính được phát hiện ngày 14 tháng 11 năm 1982 bởi Kiichiro Hurukawa và Hiroki Kosai ở Kiso Station.